# 유행간
유행간(庾行簡, ?~1009년)은 고려의 관리이다.

## 생애
위위소경(衛尉少卿) 유품렴(庾稟廉)의 아들이며, 목종의 총애를 받아 그의 측근으로서 권세를 부렸다.
목종이 대량원군(大良院君)을 후계자를 삼으려 하자 이를 막으려했으며, 이후 강조가 정변을 일으켜 정권을 잡자 목종을 폐위시키고 그를 살해했다.